# Movistar Plus+
Movistar Plus+, cuya razón social es Telefónica Audiovisual Digital, S.L.U. (TAD), es una plataforma de televisión de pago española, propiedad de Telefónica. Emite por fibra, ADSL y vía satélite, estando disponible a su vez como aplicación para dispositivos móviles. Movistar Plus+ opera desde el 8 de julio de 2015, y tiene su origen en la fusión de las plataformas Canal+ (satélite) y Movistar TV (IPTV).
Movistar Plus+ es la plataforma de televisión por suscripción con más abonados en España, con 3,7 millones (45% del mercado), al 1 de enero de 2022. Movistar Plus+ también está disponible en Andorra, con el nombre comercial de SomTV, a través de Andorra Telecom.

## Historia
Desde 2013, se publicaron diversas noticias sobre la posible compra de Canal+ por parte de Telefónica para que Prisa pudiera reducir su deuda.[cita requerida] Según diversos medios, había muchas empresas que también querían comprar la plataforma de televisión de pago, como Al Jazeera, Vivendi, Liberty Global y el magnate Rupert Murdoch. Sin embargo, esa venta no tuvo repercusión mediática y parecía que las negociaciones y ofertas se alargarían mucho.
El 6 de mayo de 2014, Telefónica ofreció 725 millones de euros por el 56 % que Prisa tenía en Canal+ y que Prisa aceptó. La empresa vendedora expresaba que "durante un periodo de treinta días" desde entonces, se negociaría con la compradora para seguir con el proceso de compra, que sería regulado y analizado por la CNMC y Bruselas, para que no hubiera monopolio o se establecieran unas condiciones negativas para la competencia. El cierre de esta compraventa estaba condicionado a la obtención de la preceptiva autorización de las autoridades de competencia y a la aprobación por un panel representativo de los bancos financiadores de Prisa.
El 18 de junio de 2014, Telefónica presentó una oferta vinculante para adquirir por 295 millones de euros el 22 % de Canal+ en manos de Mediaset España.
El 4 de julio de 2014, Mediaset España aceptó la oferta de compra del 22 % de Canal+ de Telefónica.
El 22 de abril de 2015, la CNMC dio el visto bueno a la venta de Canal+ a Telefónica. Tras esto, comenzó el proceso de fusión con Movistar TV el 7 de julio de 2015, que dio lugar a Movistar+.
Durante el primer año desde el nacimiento de la plataforma, Telefónica decidió renovar por completo toda la plataforma, dando fin a la fusión. Esta renovación hizo que en febrero de 2016, el canal Canal+ fuera remplazado por #0 con fichajes de Andreu Buenafuente, Raquel Sánchez Silva, entre otros. Más tarde, cumpliendo con el año de la plataforma, en agosto de 2016, eliminó la marca Canal+ para no tener que pagar los derechos a la empresa Vivendi, creadora de la marca. Todos los canales con la marca Canal+ pasaron a llamarse Movistar, como con Canal+ Estrenos que pasó a llamarse Movistar Estrenos. Esto vino acompañado con una nueva imagen visual que dio fin a la fusión entre las dos compañías.
A principios de 2017, Movistar anunció la intención de crear series originales y películas para su plataforma y competir con los nuevos servicios de streaming en ese momento Netflix y HBO España. 
El 21 de septiembre de 2017, Movistar inició la nueva temporada televisiva emitiendo su primera serie original Velvet Colección, un spin off de la popular serie de Antena 3 Velvet. En octubre llegarían las siguientes series, como La Zona y Vergüenza. 
El 24 de mayo de 2018, José María Álvarez-Pallete y Reed Hastings anunciaron la inclusión de la plataforma de streaming Netflix en su oferta comercial. El 10 de diciembre de 2018, se presentaron las nuevas tarifas de Movistar con Netflix.
El 30 de agosto de 2018, Movistar+ cambió el nombre y diales a algunos de sus canales de cine y series, como Movistar Series Xtra que pasó a ser Movistar Seriesmanía, en referencia a Sportmanía, o como Movistar Xtra que pasó a ser Movistar CineDoc&Roll, desapareciendo la palabra Xtra.
El 4 de junio de 2019, Movistar+ presentó la tarifa Movistar+ Lite, con la que se puede acceder al contenido original de Movistar+, canales de cine y series propios de Movistar, y contenido bajo demanda, sin necesidad de tener contratado el servicio de acceso a Internet de Telefónica, como ocurría con Yomvi Play de Canal+.
El 24 de marzo de 2020, Movistar+ incluyó la plataforma de streaming Disney+ en su oferta comercial, incluyendo un canal de televisión lineal en sustitución de Movistar Disney.
El 14 de abril de 2020, Telefónica anunció que la sociedad propietaria de Movistar+, Distribuidora de Televisión Digital (DTS), sería absorbida por Telefónica de España, poniendo fin a la compra de Canal+ a Prisa por parte de Telefónica cinco años después. La fusión se produjo el 7 de julio de 2020 siendo el nuevo nombre de la sociedad Telefónica Audiovisual Digital S.L.U.
En julio de 2020 dio a conocer el lanzamiento de un sello de música, titulado genéricamente Movistar Sound para impulsar la creación musical nacional y apoyar a los nuevos talentos. Se trata de una editorial y un sello discográfico. Lanzará discos, tanto en formatos digitales como físicos, y también contará con la producción de videoclips asociados a los sencillos y temas principales de los artistas que formen parte del sello discográfico.
El 27 de julio de 2021, Movistar+ anunció una reestructuración en los canales de televisión propios de cine y series. Dicha reestructuración comportó el cese de las emisiones de Movistar CineDoc&Roll para lanzar Movistar Estrenos 2, y el renombramiento de Movistar Series como Movistar Series 2 y de Movistar Seriesmanía como Movistar Series, ambos el 1 de agosto de 2021. También comportó el lanzamiento de Movistar Clásicos, un nuevo canal de televisión dedicado al cine clásico que comenzó sus emisiones el 1 de septiembre de 2021, y el mantenimiento en la parrilla de Movistar Fest más allá del 1 de septiembre de 2021. Finalmente, el 29 de julio de 2021, se produjeron los cambios en los canales de series y se lanzó Movistar Estrenos 2 con la carta de ajuste.
El 19 de enero de 2022, Movistar+ cambió de nombre a Movistar Plus+, cambio que contrajo una nueva denominación en sus canales propios y una nueva identidad visual.
El 28 de enero de 2025, Movistar Plus+ recuperó la denominación original del canal Cine por M+ —que pasó a llamarse Estrenos por M+— y reemplazó Series por M+ por un nuevo canal de cine taquillero, Hits por M+. Asimismo, Caza y Pesca pasó a formar parte del paquete básico de la plataforma. Estos cambios se llevaron a cabo tras la salida de los canales de AMC Networks de la plataforma, efectiva el 1 de enero de 2025, lo que impulsó a la operadora a reorganizar su oferta de canales propios para compensar la desaparición de dichas señales.

## Canales propios

### Generalistas
| Logo | Canal          | Información                                                                                           | Dial M+ |
| ---- | -------------- | --- | ------- |
|      | Movistar Plus+ | Canal con programación generalista. Inició emisiones el 1 de agosto de 2023 reemplazando a #0 por M+. | 7       |

### Cine
| Logo | Canal               | Información | Dial M+ |
| ---- | ------------------- | --- | ------- |
|      | Estrenos por M+     | Emisión de cines de estreno. Inició emisiones el 7 de junio de 2015 como Canal+ Estrenos. Todos los días a las 22:00h. España peninsular estreno de una película de los últimos 12 meses en la plataforma Movistar Plus+. Resto del dia se completa con películas estrenada en cines o plataformas según el caso en los últimos 24 meses. | 12      |
|      | Hits por M+         | Emisión de cine con títulos de gran éxito en taquilla. Inició emisiones el 28 de enero de 2025 reemplazando a Series por M+. | 13      |
|      | Clásicos por M+     | Emisión de cine clásico. Inició emisiones el 1 de septiembre de 2021 como Movistar Clásicos. | 20      |
|      | Acción por M+       | Emisión de cine de acción. Inició emisiones el 1 de febrero de 2007 como Canal+ Acción. | 21      |
|      | Comedia por M+      | Emisión de películas del género de comedia. Inició emisiones el 1 de febrero de 2007 como Canal+ Comedia. | 22      |
|      | Drama por M+        | Emisión de películas estrenadas recientemente. Inició emisiones el 1 de febrero de 2007 como Canal+ DCine. | 23      |
|      | Indie por M+        | Emisión de películas de producción independiente. Inició emisiones el 1 de agosto de 2023. | 25      |
|      | Cine Español por M+ | Emisión de cine español, tanto antiguo como actual. Inició emisiones el 21 de julio de 2003 como DCine Español. | 26      |

### Series
| Logo | Canal             | Información                                                            | Dial M+ |
| ---- | ----------------- | ---------------------------------------------------------------------- | ------- |
|      | Originales por M+ | Emisión de producciones originales de la plataforma de Movistar Plus+. | 14      |

### Deportes
Excepto Vamos por M+ y Ellas Vamos por M+, el resto de canales deportivos tendrás que contratar adicionalmente: Paquete todo el fútbol (fútbol masculino, femenino y Más) o Motor en M+ (Fórmula 1, MotoGP, IndyCar y Más) o Paquete TV Deportes Total (resto de deportes que tiene los derechos en exclusiva Movistar Plus+).
| Logo | Canal                    | Información | Dial M+ |
| ---- | ------------------------ | --- | ------- |
|      | Vamos por M+             | Canal principal con emisión de todos los deportes. Inició emisiones el 1 de abril de 2011 como Canal+ Deportes 2.                                                                        | 8       |
|      | LaLigaTV por M+          | Emisión de fútbol y el Campeonato Nacional de Liga de Primera División. Inició emisiones el 16 de agosto de 2019 como Movistar LaLiga.                                                   | 54      |
|      | Liga de Campeones por M+ | Emisión de fútbol y los partidos de Liga de Campeones, Liga Europa y Liga Conferencia, además de la Bundesliga. Inició emisiones el 9 de agosto de 2018 como Movistar Liga de Campeones. | 60      |
|      | Deportes por M+          | Emisión de las principales competiciones y eventos deportivos, exceptuando fútbol y golf. Inició emisiones el 1 de febrero de 2007 como Canal+ Deportes.                                 | 63      |
|      | Ellas Vamos por M+       | Emisión de deporte femenino. Inició emisiones el 8 de abril de 2022. | 66      |
|      | Golf por M+              | Emisión de golf. Inició emisiones el 19 de enero de 2010 como Canal+ Golf. | 67      |

### Documentales
| Logo | Canal               | Información | Dial M+ |
| ---- | ------------------- | --- | ------- |
|      | Documentales por M+ | Emisión de documentales. Inició emisiones el 1 de agosto de 2023.                                                      | 17      |
|      | Caza y Pesca        | Emisión de documentales relacionados con la caza y con la pesca. Inició emisiones el 16 de abril de 1997 como Seasons. | 77      |

## Servicios

### Movistar Plus+ 5S
Movistar Plus+ 5S es un servicio gratuito para suscriptores de la operadora que se encuentra dirigido a personas sordas o ciegas, ya que ofrece tanto películas como series con audiodescripción, subtítulos cerrados y lengua de signos española. Se encuentra disponible en dispositivos iOS y Android.

### Movistar Plus+ en dispositivos
Movistar Plus+ en dispositivos es el servicio de Telefónica que permite ver ciertos canales de Movistar Plus+ y hacer uso de su servicio VOD en otros dispositivos distintos al decodificador.
Anteriormente, el servicio operaba bajo la marca Yomvi, y tras la fusión con Canal+, Telefónica mantuvo la marca que lanzó en 2011 para sus emisiones Internet, hasta que el 9 de agosto de 2016 se produjo el cambio de marca a «Movistar+ en dispositivos».

### Movistar Plus+ Lite
Movistar Plus+ Lite era un servicio streaming de vídeo bajo demanda anunciado por Telefónica en junio de 2019, disponible para clientes de otros proveedores de acceso a internet. El servicio incluía los canales #0 por M+, #Vamos por M+, Series por M+, Series 2 por M+, Fox, Warner TV, Comedy Central y AMC, y un catálogo de películas y series a demanda, pero no disponía de los paquetes de estrenos de cine, fútbol ni otros canales de deportes (a excepción del antes mencionado #Vamos por M+). Movistar Plus+ Lite cerró en 2023 debido a la reestructuración de la plataforma.

### Netflix, Disney+ y Atresplayer
El 20 de marzo de 2019, Movistar+ permite la posibilidad de acceder a la plataforma de pago de Netflix y todos sus contenidos a través del dial 100. El 17 de marzo de 2021 incluyó Atresplayer Premium dando la posibilidad de acceder a todo el catálogo de Atresmedia.  El 28 de abril de 2021, Movistar+ incluye la plataforma de pago de Disney+ y todos sus contenidos de Disney, Pixar, Marvel, Star Wars, National Geographic y Star. El acceso a las plataformas de Netflix, Disney+ y Atresplayer Prémium depende del paquete de Movistar Plus+ que tenga contratado el cliente y de la compatibilidad de los dispositivos.
Movistar Plus+ ha confirmado la noticia que muchos usuarios esperaban: Filmin y Runtime están disponibles en Movistar Plus+ a partir del 28 de enero de 2025.

### Extintos

#### Movistar+ Ready
Movistar+ Ready fue un servicio gratuito de Movistar para los clientes de Movistar Plus+. En él se podía sustituir el decodificador por una aplicación disponible en el Smart Hub de los televisores de Samsung. Para ello, el televisor tenía que estar conectado a Internet por LAN. Movistar Plus+ Ready incluía el dial en HD y el servicio VOD. Estaba disponible en los televisores Samsung de la gama 2014 y la 2015. El 14 de abril de 2017, el servicio dejó de estar disponible.

## Compatibilidad de dispositivos
Los siguientes dispositivos son compatibles con Movistar Plus+ y su hardware de vídeo bajo demanda:
- Movistar Plus+ dispone de dos descodificadores de televisión según el tipo de conexión, estos son: Internet (Descodificador UHD Smart WiFi o Descodificador UHD) y satélite (iPlus).
- Televisores inteligentes: Samsung, LG, Sony, Philips y Hisense. (A partir de versiones de televisores que tengan ultra alta definición (UHD), sino tienen UHD puede que no sea compatible)
- Móviles y tabletas Android.
- Sistemas con Android TV.
- Dispositivos de Apple: iPhone, iPad, iPod touch (versión iOS 12.0 y posteriores) y Apple TV.
- Web: debido a que este servicio hace uso de Silverlight, solo es compatible con el navegador Edge de Microsoft, Internet Explorer y versiones de Firefox anteriores a la versión 52 que aún eran compatibles con complementos NPAPI. Para visualizar el servicio en Chrome existe una solución en la Chrome Web Store.[30][31][32]